# Kálmán Oszkár
Kálmán Oszkár (Kisszentpéter, 1887. június 19. – Budapest, 1971. november 17.) operaénekes (basszus) volt. Neve a magyar operatörténetben ma már elsősorban mint Bartók első Kékszakállúja él.

## Élete

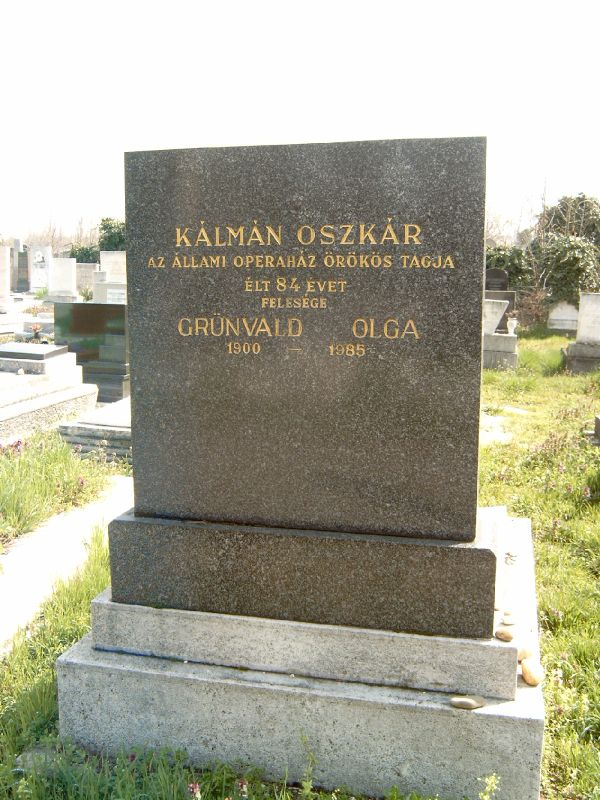
Kálmán Oszkár sírja

Zsidó családba született. Felsőkereskedelmi iskolában érettségizett, tisztviselőként dolgozott Lugoson, közben magánúton tanult zenét és a helyi műkedvelő kórusban énekelt. Hangját később Münchenben képezte. Előéneklés után, 1913-ban szerződtette az Operaház.
Hamlet atyjának szellemeként (Thomas: Hamlet) debütált. Első jelentős szerepe 1914. május 14-én Sarastro volt (Mozart: A varázsfuvola).
1918. május 24-én volt a nevezetes Bartók-ősbemutató, ami a szerzőnek is teljes megelégedésére szolgált, a közönség viszont értetlenül fogadta az új művet. Haselbeck Olgával a társulat fiatal tagjai közé számitottak, a már befutott énekesek húzódoztak a modern műtől, így esett rájuk a választás.
1927-ben Otto Klemperer a berlini de:Krolloperhez szerződtette. Itt is vett részt ősbemutatókban, pl. Paul Hindemith Napi hírek c. operájáéban (1929. június 8.)
1929 őszén visszaszerződtette a budapesti Opera, ahol 1940-ig, a második zsidótörvényig maradhatott. Ez után csak az OMIKE előadásain léphetett fel.
1945-től 1954-es nyugdíjazásáig újra az Operaház énekese lett.
Évtizedeken keresztül szinte hetente lépett fel oratóriumkoncerteken is. Dalénekesként is sokat szerepelt. Ő mutatta be Kodály Zoltán Megkésett melódiák c. dalciklusát 1918. május 7-én (a zongoránál Bartókkal).
Opera- és oratóriuménekesként vendégszerepelt számtalan német nagyvárosban és Prágában. A Kozma utcai izraelita temető művészparcellájában nyugszik.

## Szerepei
- Bartók: A kékszakállú herceg vára – A Kékszakállú
- Beethoven: Fidelio – Rocco
- Benjamin Britten: Peter Grimes – Swallow
- Dohnányi Ernő: A vajda tornya – Nemere
- Donizetti: Don Pasquale – címszerep
- Farkas Ferenc: A bűvös szekrény – A mufti
- Gluck: Iphigenia Aulisban – Kalchas
- Goldmark: Sába királynője – A főpap
- Gounod: Faust – Mefisztó
- Paul Hindemith: Badeni tandráma a beleegyezésről – Karvezető
- Mozart: Szöktetés a szerájból – Ozmin
- Mozart: Così fan tutte – Guglielmo
- Mozart: Don Juan – Leporello
- Mozart: A varázsfuvola – Sarastro
- Muszorgszkij: Borisz Godunov – Pimen
- Muszorgszkij: Hovanscsina – Doszifej
- Offenbach: Hoffmann meséi – Crespel tanácsos
- Puccini: Bohémélet – Colline
- Puccini: Turandot – Timur
- Rossini: A sevillai borbély – Don Basilio
- Richard Strauss: A rózsalovag – Ochs báró
- Stravinsky: Œdipus rex - Kreon
- Thomas: Hamlet – A szellem
- Verdi: A trubadur – Ferrando
- Verdi: Rigoletto – Monterone
- Verdi: Álarcosbál – Sam; Tom
- Verdi: Aida - Ramfisz; A király
- Verdi: Don Carlos – Fülöp király; A főinkvizitor
- Wagner: Tannhäuser – Hermann őrgróf
- Wagner: Lohengrin –  Madarász Henrik
- Wagner: A nürnbergi mesterdalnokok – Veit Pogner
- Wagner: Trisztán és Izolda – Marke király
- Wagner: A Rajna kincse – Fasolt
- Wagner: Istenek alkonya – Hagen
- Wagner: Parsifal – Gurnemanz
- Weber: A bűvös vadász – Kaspar

## Díjai
- 1946 – Az Operaház örökös tagja
- 1954 – Szocialista munkáért érdemérem